# Ginnastica ai Giochi della XXXII Olimpiade - Trampolino maschile
La competizione del trampolino maschile (ginnastica) dei giochi olimpici di Tokyo 2020 si è svolta il 31 luglio 2021 presso l'Ariake Gymnastics Centre di Tokyo.

## Qualificazioni
I primi otto ginnasti si sono qualificati per la finale.
| Pos. | Atleta               | Nazione       | 1ª routine | 2ª routine | Totale  | Note |
| ---- | -------------------- | ------------- | ---------- | ---------- | ------- | ---- |
| 1    | Ivan Litvinovich     | Bielorussia   | 53.515     | 60.040     | 113.555 | Q    |
| 2    | Uladzislau Hancharou | Bielorussia   | 53.180     | 60.220     | 113.400 | Q    |
| 3    | Dylan Schmidt        | Nuova Zelanda | 52.415     | 59.705     | 112.120 | Q    |
| 4    | Dominic Clarke       | Australia     | 52.130     | 59.550     | 111.680 | Q    |
| 5    | Dong Dong            | Cina          | 52.275     | 59.375     | 111.650 | Q    |
| 6    | Daiki Kishi          | Giappone      | 52.205     | 59.335     | 111.540 | Q    |
| 7    | Andrey Yudin         | ROC           | 51.770     | 59.475     | 111.245 | Q    |
| 8    | Dmitrii Ushakov      | ROC           | 49.795     | 59.690     | 109.485 | Q    |
| 9    | Angel Hernandez      | Colombia      | 51.350     | 45.580     | 105.930 | R1   |
| 10   | Seif Asser Sherif    | Egitto        | 45.810     | 50.380     | 96.190  | R2   |
| 11   | Diogo Abreu          | Portogallo    | 52.135     | 41.285     | 93.420  |      |
| 12   | Mykola Prostorov     | Ucraina       | 51.385     | 41.185     | 92.570  |      |
| 13   | Aliaksei Shostak     | Stati Uniti   | 51.165     | 30.985     | 82.150  |      |
| 14   | Gao Lei              | Cina          | 52.245     | 10.575     | 62.820  |      |
| 15   | Ryosuke Sakai        | Giappone      | 38.935     | 23.315     | 62.250  |      |
| 16   | Allan Morante        | Francia       | 14.590     | 6.490      | 21.080  |      |

### Finale
| Pos. | Atleta               | Nazione       | Difficoltà | Esecuzione | Sp. orizz. | Volo   | Totale |
| ---- | -------------------- | ------------- | ---------- | ---------- | ---------- | ------ | ------ |
|      | Ivan Litvinovich     | Bielorussia   | 18.200     | 16.500     | 9.100      | 17.915 | 61.715 |
|      | Dong Dong            | Cina          | 17.800     | 16.600     | 9.700      | 17.135 | 61.235 |
|      | Dylan Schmidt        | Nuova Zelanda | 17.800     | 16.300     | 9.600      | 16.975 | 60.675 |
| 4    | Uladzislau Hancharou | Bielorussia   | 17.900     | 16.300     | 9.000      | 17.365 | 60.565 |
| 5    | Dmitrii Ushakov      | ROC           | 17.100     | 16.500     | 8.900      | 17.100 | 59.600 |
| 6    | Andrey Yudin         | ROC           | 17.800     | 15.200     | 8.500      | 16.735 | 58.235 |
| 7    | Daiki Kishi          | Giappone      | 17.300     | 14.900     | 8.700      | 16.915 | 57.815 |
| 8    | Dominic Clarke       | Australia     | 7.400      | 6.900      | 3.700      | 7.255  | 24.955 |